# 제프 볼로우
제프 볼로(Jeff Bollow, 1971년 9월 25일 ~ )는 미국의 영화 제작자, 배우, 각본가이다.
샌타모니카에서 태어났다.

## 출연 작품

### 영화
- 돈 텔 맘 (1991)
- Lost Valley (1998)